# Mistrzostwa Polski Seniorów w Lekkoatletyce 1999
75. Mistrzostwa Polski Seniorów w Lekkoatletyce – zawody sportowe, które rozgrywane były w Krakowie na stadionie AWF w dniach 2–4 lipca 1999 roku. Po raz pierwszy zostały rozegrane mistrzostwa w biegu na 3000 metrów z przeszkodami kobiet.

## Rezultaty
| NR – rekord Polski \| NL – najlepszy wynik w Polsce w sezonie \| SB – najlepszy wynik w sezonie \| PB – rekord życiowy |

### Mężczyźni
| Konkurencja:                  | 1. miejsce                                                                        | Rezultat | 2. miejsce                                                                                | Rezultat | 3. miejsce                                                                      | Rezultat |
| Bieg na 100 m                 | Piotr Balcerzak Skra Warszawa                                                     | 10,15    | Marcin Nowak AZS-AWF Kraków                                                               | 10,26    | Adam Forgheim Śląsk Wrocław                                                     | 10,38    |
| Bieg na 200 m                 | Marcin Urbaś AZS-AWF Kraków                                                       | 20,57    | Piotr Balcerzak Skra Warszawa                                                             | 20,77    | Robert Maćkowiak Śląsk Wrocław                                                  | 21,02    |
| Bieg na 400 m                 | Piotr Rysiukiewicz Śląsk Wrocław                                                  | 45,65    | Piotr Haczek Warszawianka                                                                 | 45,75    | Tomasz Czubak Skra Warszawa                                                     | 45,78    |
| Bieg na 800 m                 | Wojciech Kałdowski Lechia Gdańsk                                                  | 1:46,75  | Paweł Czapiewski Lubusz Słubice                                                           | 1:46,80  | Mariusz Walczak Gryf Wejherowo                                                  | 1:48,02  |
| Bieg na 1500 m                | Leszek Zblewski Warszawianka                                                      | 3:40,93  | Wiesław Paradowski Eris Piaseczno                                                         | 3:41,16  | Radosław Świć AZS-AWF Biała Podlaska                                            | 3:42,18  |
| Bieg na 5000 m                | Piotr Gładki Lechia Gdańsk                                                        | 14:00,55 | Dariusz Kruczkowski Zawisza Bydgoszcz                                                     | 14:01,94 | Eryk Szostak Wawel Kraków                                                       | 14:04,96 |
| Bieg na 10 000 m              | Jan Białk Gryf Wejherowo                                                          | 28:45,41 | Dariusz Kruczkowski Zawisza Bydgoszcz                                                     | 29:16,17 | Waldemar Glinka Błękitni Osowa Sień                                             | 29:16,50 |
| Bieg na 110 m przez płotki    | Tomasz Ścigaczewski Warszawianka                                                  | 13,29    | Marcin Kuszewski AZS-AWF Wrocław                                                          | 13,62    | Krzysztof Mehlich AZS-AWF Katowice                                              | 13,87    |
| Bieg na 400 m przez płotki    | Paweł Januszewski Skra Warszawa                                                   | 49,15    | Bartosz Gruman AZS-AWF Wrocław                                                            | 49,94    | Tomasz Rudnik AZS-AWF Wrocław                                                   | 50,46    |
| Bieg na 3000 m z przeszkodami | Jan Zakrzewski Oleśniczanka                                                       | 8:36,84  | Andrzej Walicki AZS-AWF Wrocław                                                           | 8:40,15  | Dariusz Klein Oleśniczanka                                                      | 8:41,74  |
| Sztafeta 4 × 100 m            | AZS-AWF Kraków Paweł Mitka Marcin Urbaś Michał Witowski Marcin Nowak              | 39,60    | Olimpia Poznań Tomasz Kondratowicz Arkadiusz Małolepszy Radosław Mojsak Ryszard Pilarczyk | 40,55    | Skra Warszawa Piotr Balcerzak Paweł Jesień Michał Laskowski Przemysław Rogowski | 40,67    |
| Sztafeta 4 × 400 m            | Śląsk Wrocław Marcin Jędrusiński Jacek Bocian Robert Maćkowiak Piotr Rysiukiewicz | 3:03,16  | Skra Warszawa Filip Walotka Artur Gąsiewski Paweł Januszewski Tomasz Czubak               | 3:03,30  | AZS-AWF Wrocław Przemysław Dunaj Łukasz Cudyk Tomasz Rudnik Bartosz Gruman      | 3:09,31  |
| Chód na 20 km                 | Robert Korzeniowski Wawel Kraków                                                  | 1:20:48  | Tomasz Lipiec Polonia Warszawa                                                            | 1:22:58  | Grzegorz Müller Lechia Gdańsk                                                   | 1:24:37  |
| Skok wzwyż                    | Artur Partyka ŁKS Łódź                                                            | 2,30     | Jarosław Kotewicz SR Ziemia Iławska                                                       | 2,25     | Dawid Jaworski AZS-AWF Gorzów Wlkp.                                             | 2,22     |
| Skok o tyczce                 | Przemysław Gurin AZS-AWF Gdańsk                                                   | 5,00     | Krzysztof Kusiak Lechia Gdańsk                                                            | 5,00     | Jakub Szymczak AZS-AWF Gdańsk                                                   | 4,70     |
| Skok w dal                    | Tomasz Mateusiak OKLA Ostrołęka                                                   | 7,92     | Grzegorz Marciniszyn Błękitni Osowa Sień                                                  | 7,80     | Krzysztof Łuczak AZS-AWF Biała Podlaska                                         | 7,77     |
| Trójskok                      | Krzysztof Szuptarski Schöller Namysłów                                            | 16,48    | Jacek Kazimierowski MKLA Łęczyca                                                          | 16,43    | Paweł Zdrajkowski Schöller Namysłów                                             | 16,30    |
| Pchnięcie kulą                | Mirosław Dec AZS-AWF Katowice                                                     | 17,88    | Przemysław Zabawski Podlasie Białystok                                                    | 17,62    | Tomasz Chrzanowski Lubtour Zielona Góra                                         | 17,47    |
| Rzut dyskiem                  | Olgierd Stański AZS-AWF Biała Podlaska                                            | 61,39    | Andrzej Krawczyk AZS-AWF Biała Podlaska                                                   | 59,61    | Marek Majkrzak Schöller Namysłów                                                | 57,89    |
| Rzut młotem                   | Szymon Ziółkowski AZS Poznań                                                      | 76,12    | Maciej Pałyszko Warszawianka                                                              | 73,88    | Wojciech Kondratowicz AZS-AWF Gorzów Wlkp.                                      | 70,34    |
| Rzut oszczepem                | Dariusz Trafas Schöller Namysłów                                                  | 80,04    | Mariusz Roszkowski AZS-AWF Biała Podlaska                                                 | 77,82    | Rajmund Kółko Skra Warszawa                                                     | 75,03    |

### Kobiety
| Konkurencja:               | 1. miejsce                                                                              | Rezultat | 2. miejsce                                                                     | Rezultat | 3. miejsce                                                                                   | Rezultat |
| Bieg na 100 m              | Zuzanna Radecka AZS-AWF Katowice                                                        | 11,40    | Marzena Pawlak Olimpia Poznań                                                  | 11,43    | Irena Sznajder Olimpia Grudziądz                                                             | 11,54    |
| Bieg na 200 m              | Zuzanna Radecka AZS-AWF Katowice                                                        | 23,12    | Monika Borejza Legia Warszawa                                                  | 23,26    | Marzena Pawlak Olimpia Poznań                                                                | 23,52    |
| Bieg na 400 m              | Grażyna Prokopek MLKS Ostróda                                                           | 52,86    | Inga Tarnawska Błękitni Osowa Sień                                             | 53,82    | Aneta Skarba AZS Lublin                                                                      | 53,94    |
| Bieg na 800 m              | Anna Jakubczak Skra Warszawa                                                            | 2:05,52  | Aleksandra Dereń WLKS Siedlce                                                  | 2:06,25  | Dorota Fiut Skra Warszawa                                                                    | 2:07,24  |
| Bieg na 1500 m             | Lidia Chojecka WLKS Siedlce                                                             | 4:14,50  | Anna Jakubczak Skra Warszawa                                                   | 4:14,64  | Justyna Bąk Znicz Biłgoraj                                                                   | 4:18,26  |
| Bieg na 5000 m             | Dorota Gruca Agros Zamość                                                               | 16:07,41 | Justyna Bąk Znicz Biłgoraj                                                     | 16:07,43 | Renata Paradowska Eris Piaseczno                                                             | 16:12,51 |
| Bieg na 10 000 m           | Dorota Gruca Agros Zamość                                                               | 33:54,38 | Małgorzata Sobańska AZS-AWF Wrocław                                            | 34:04,08 | Ernestyna Bielska Wawel Kraków                                                               | 34:43,10 |
| Bieg na 100 m przez płotki | Anna Leszczyńska-Łazor Warszawianka                                                     | 13,37    | Agnieszka Karaczun Budowlani Szczecin                                          | 13,42    | Iwona Konrad Skra Warszawa                                                                   | 13,67    |
| Bieg na 400 m przez płotki | Anna Olichwierczuk Skra Warszawa                                                        | 56,43    | Małgorzata Pskit Schöller Namysłów                                             | 57,74    | Aleksandra Pielużek Skra Warszawa                                                            | 58,10    |
| Sztafeta 4 × 100 m         | Skra Warszawa Bożena Trzcińska Iwona Konrad Anna Radoszewska Anna Pacholak              | 45,54    | Olimpia Poznań Katarzyna Izydorek Joanna Janusz Marzena Pawlak Joanna Niełacna | 45,74    | AZS-AWF Wrocław Małgorzata Bartczak Agnieszka Rysiukiewicz Monika Wołowiec Iwona Tomczyk     | 46,38    |
| Sztafeta 4 × 400 m         | Skra Warszawa Ilona Szymerska Luiza Łańcuchowska Anna Olichwierczuk Aleksandra Pielużek | 3:35,12  | AZS-AWF Wrocław Marta Chrust Marta Styza Małgorzata Bartczak Iwona Tomczyk     | 3:44,78  | MLKS Morliny Ostróda Emilia Szostak Grażyna Prokopek Magdalena Kowieska Agnieszka Karpiesiuk | 3:45,63  |
| Chód na 10 km              | Katarzyna Radtke Lechia Gdańsk                                                          | 45:00    | Bożena Górecka AZS-AWF Katowice                                                | 47:35    | Agnieszka Bątor Sokół Mielec                                                                 | 49:11    |
| Skok wzwyż                 | Donata Jancewicz AZS-AWF Wrocław                                                        | 1,88     | Agnieszka Giedrojć-Juraha AZS-AWF Gdańsk                                       | 1,86     | Iwona Kielan Schöller Namysłów                                                               | 1,84     |
| Skok o tyczce              | Monika Pyrek Warszawianka                                                               | 3,70     | Aleksandra Granda SKLA Sopot                                                   | 3,70     | Anna Ambrożuk AZS-AWF Gdańsk                                                                 | 3,50     |
| Skok w dal                 | Agata Karczmarek Legia Warszawa                                                         | 6,39     | Edyta Sibiga AZS-AWF Gdańsk                                                    | 6,38     | Bożena Trzcińska Skra Warszawa                                                               | 6,22     |
| Trójskok                   | Ilona Pazoła Skra Warszawa                                                              | 13,78    | Aneta Sadach Schöller Namysłów                                                 | 13,32    | Liliana Zagacka Skra Warszawa                                                                | 13,26    |
| Pchnięcie kulą             | Krystyna Zabawska Podlasie Białystok                                                    | 19,03    | Katarzyna Żakowicz AZS-AWF Wrocław                                             | 17,99    | Renata Katewicz AZS-AWF Wrocław                                                              | 15,48    |
| Rzut dyskiem               | Joanna Wiśniewska Warszawianka                                                          | 60,75    | Marzena Wysocka AZS-AWF Biała Podlaska                                         | 57,82    | Marzena Zbrojewska AZS-AWF Wrocław                                                           | 57,04    |
| Rzut młotem                | Kamila Skolimowska Warszawianka                                                         | 66,05    | Agnieszka Pogroszewska Schöller Namysłów                                       | 57,71    | Jolanta Borawska AZS-AWF Wrocław                                                             | 56,49    |
| Rzut oszczepem             | Genowefa Patla AZS-AWF Warszawa                                                         | 57,35    | Ewa Rybak Skra Warszawa                                                        | 56,16    | Magdalena Czenska LKS Ziemi Puckiej                                                          | 54,38    |

## Biegi przełajowe
71. mistrzostwa Polski w biegach przełajowych rozegrano 13 marca w Żaganiu. Kobiety rywalizowały na dystansie 4,8 km, a mężczyźni na 4,8 km i na 12 km.

### Mężczyźni
| Konkurencja:             | 1. miejsce                            | Rezultat | 2. miejsce                | Rezultat | 3. miejsce                       | Rezultat |
| Bieg przełajowy (4,8 km) | Dariusz Kruczkowski Zawisza Bydgoszcz | 12:27    | Eryk Szostak Wawel Kraków | 12:28    | Robert Witt Zryw Toruń           | 12:29    |
| Bieg przełajowy (12 km)  | Artur Osman Ekspres Katowice          | 34:27    | Piotr Drwal Gryf Słupsk   | 34:29    | Zbigniew Nadolski Olimpia Poznań | 34:30    |

### Kobiety
| Konkurencja:             | 1. miejsce                 | Rezultat | 2. miejsce                          | Rezultat | 3. miejsce                          | Rezultat |
| Bieg przełajowy (4,8 km) | Justyna Bąk Znicz Biłgoraj | 14:30    | Krystyna Pieczulis AZS-AWF Katowice | 14:33    | Małgorzata Sobańska AZS-AWF Wrocław | 14:34    |

## Półmaraton
Mistrzostwa Polski w półmaratonie rozegrano 28 marca w Brzeszczach.

### Mężczyźni
| Konkurencja: | 1. miejsce                        | Rezultat | 2. miejsce                   | Rezultat | 3. miejsce                          | Rezultat |
| Półmaraton   | Grzegorz Głogosz Ekspres Katowice | 1:03:34  | Grzegorz Gajdus Oleśniczanka | 1:04:13  | Leszek Lewandowski Vectra Włocławek | 1:04:23  |

### Kobiety
| Konkurencja: | 1. miejsce                          | Rezultat | 2. miejsce                          | Rezultat | 3. miejsce                       | Rezultat |
| Półmaraton   | Małgorzata Sobańska AZS-AWF Wrocław | 1:13:18  | Krystyna Pieczulis AZS-AWF Katowice | 1:14:27  | Wioletta Uryga Schöller Namysłów | 1:14:50  |

## Maraton
Maratończycy (mężczyźni i kobiety) rywalizowali 25 kwietnia we Wrocławiu.

### Mężczyźni
| Konkurencja: | 1. miejsce                       | Rezultat | 2. miejsce                    | Rezultat | 3. miejsce                       | Rezultat |
| Maraton      | Piotr Pobłocki Schöller Namysłów | 2:16:13  | Artur Ociepa Ekspres Katowice | 2:16:29  | Dariusz Wieczorek Legia Warszawa | 2:17:04  |

### Kobiety
| Konkurencja: | 1. miejsce                     | Rezultat | 2. miejsce                       | Rezultat | 3. miejsce              | Rezultat |
| Maraton      | Wioletta Kryza AZS-ART Olsztyn | 2:42:25  | Wioletta Uryga Schöller Namysłów | 2:49:45  | Anna Kszak Wawel Kraków | 2:59:01  |

## Wieloboje
Mistrzostwa w dziesięcioboju mężczyzn i w siedmioboju kobiet zostały rozegrane 12 i 13 czerwca we Wrocławiu.

### Mężczyźni
| Konkurencja:  | 1. miejsce                       | Rezultat  | 2. miejsce                            | Rezultat  | 3. miejsce                             | Rezultat  |
| Dziesięciobój | Michał Modelski AZS-AWF Katowice | 7515 pkt. | Krzysztof Andrzejak Zawisza Bydgoszcz | 7333 pkt. | Ireneusz Żurawicz AZS-AWF Gorzów Wlkp. | 7310 pkt. |

### Kobiety
| Konkurencja: | 1. miejsce                   | Rezultat  | 2. miejsce                       | Rezultat  | 3. miejsce                                 | Rezultat  |
| Siedmiobój   | Elżbieta Rączka Warszawianka | 5800 pkt. | Izabela Obłękowska Skra Warszawa | 5586 pkt. | Magdalena Szczepańska Lubtour Zielona Góra | 5583 pkt. |

## Bieg na 3000 m z przeszkodami kobiet
Pierwsze w historii mistrzostwa w biegu na 3000 metrów z przeszkodami kobiet rozegrano 8 września w Białymstoku.
| Konkurencja:                  | 1. miejsce                 | Rezultat | 2. miejsce                          | Rezultat | 3. miejsce                       | Rezultat |
| Bieg na 3000 m z przeszkodami | Justyna Bąk Znicz Biłgoraj | 9:58,77  | Wioletta Frankiewicz AZS-AWF Kraków | 10:18,10 | Małgorzata Jamróz Eris Piaseczno | 10:25,73 |

## Chód na 50 km mężczyzn i chód na 20 km kobiet
Zawody mistrzowskie w chodzie na 50 kilometrów mężczyzn i w chodzie na 20 kilometrów kobiet rozegrano 18 września w Białej Podlaskiej.

### Mężczyźni
| Konkurencja:  | 1. miejsce                     | Rezultat | 2. miejsce                  | Rezultat | 3. miejsce                    | Rezultat |
| Chód na 50 km | Tomasz Lipiec Polonia Warszawa | 3:53:40  | Waldemar Dudek Wawel Kraków | 4:25:53  | Janusz Goławski UNTS Warszawa | 4:54:56  |

### Kobiety
| Konkurencja:  | 1. miejsce                     | Rezultat | 2. miejsce                       | Rezultat | 3. miejsce                      | Rezultat |
| Chód na 20 km | Katarzyna Radtke Lechia Gdańsk | 1:34:20  | Agnieszka Olesz AZS-AWF Katowice | 1:43:39  | Bożena Górecka AZS-AWF Katowice | 1:44:29  |

## Bieg na 100 km mężczyzn
Mistrzostwa w biegu na 100 kilometrów mężczyzn zostały rozegrane 16 października w Kaliszu.
| Konkurencja:   | 1. miejsce                 | Rezultat | 2. miejsce                 | Rezultat | 3. miejsce                    | Rezultat |
| Bieg na 100 km | Piotr Sękowski WMKS Płońsk | 6:50:32  | Waldemar Pędzich LZS Lelis | 7:08:47  | Henryk Szymków Agroma Rzeszów | 8:01:32  |